# محمدرضا بردبار
محمدرضا بردبار (زادهٔ ۵ شهریور ۱۳۸۳) بازیکن فوتبال اهل ایران است که در پست هافبک دفاعی برای باشگاه فوتبال سپاهان در لیگ برتر خلیج فارس بازی می‌کند.
بردبار که فوتبال خود را از آکادمی ملوان بندر انزلی آغاز کرده، نخستین بازی خود برای این تیم در لیگ برتر را در فصل ۰۲–۱۴۰۱ انجام داد؛ وی با توجه به سابقه طولانی در تیم‌های پایه ملوان در سه بازی از هفته‌های پایانی همان فصل بازویند کاپیتانی این تیم را به بازو بست که از جمله آن‌ها تساوی مقابل سپاهان در اصفهان بود. بردبار رکورددار جوان‌ترین کاپیتان تاریخ لیگ برتر ایران است.